# Cordillera de Pir Panjal

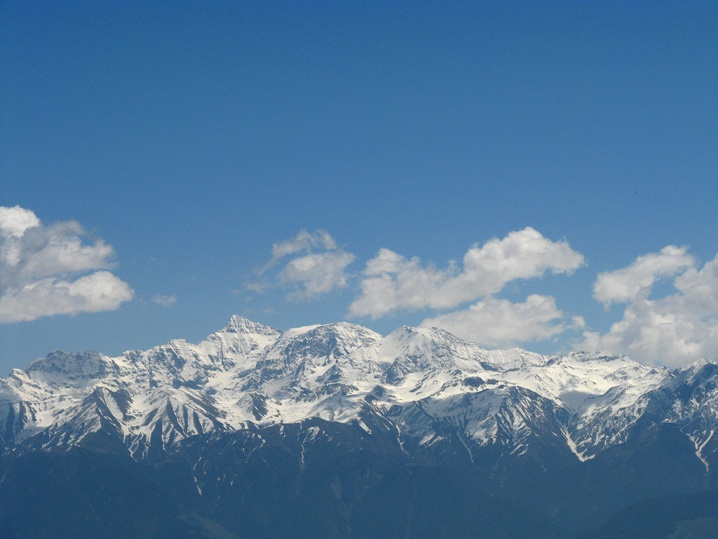
La cordillera Pir Panjal desde Khajjiar, Himachal Pradesh

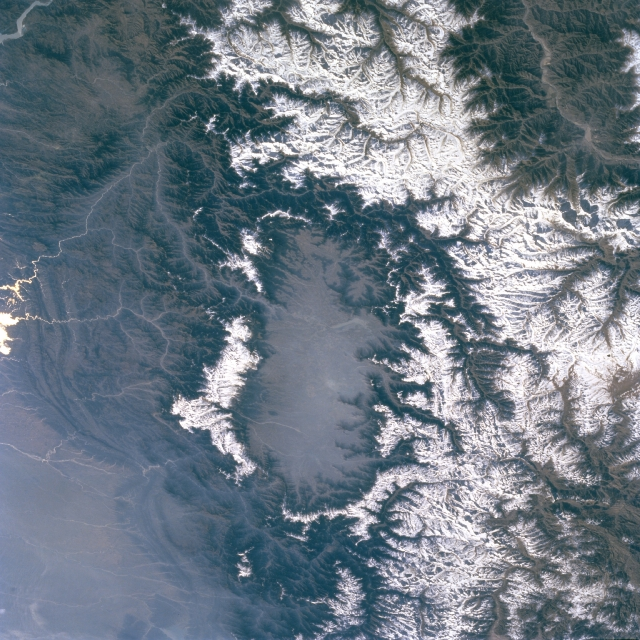
El valle de Cachemira visto desde el satélite. La cordillera nevada de Pir Panjal está a la izquierda de la imagen

La cordillera de Pir Panjal (cachemir: Pīr Pantsāl), también llamada Panchaladeva en las escrituras hindúes, es un grupo de montañas en la región del Himalaya Menor, que se extiende de estesudeste (ESE) a oesnoroeste (WNW) a través del estado indio de Himachal Pradesh, el Territorio de la Unión de Jammu y Cachemira administrado por la India y el territorio administrado por Pakistán de Azad Cachemira, donde la elevación media varía de 1.400 m a 4.100 m. El Himalaya muestra una elevación gradual hacia las cordilleras de Dhauladhar y Pir Panjal. Pir Panjal es la mayor cordillera del Himalaya menor. Cerca de la orilla del río Sutlej, se disocia del Himalaya y forma una división entre los ríos Beas y Ravi en un lado y el Chenab en el otro. Las famosas montañas Galyat también se encuentran en esta cordillera. La región está conectada con el Valle de Cachemira a través de la carretera Mughal y solía ser la conexión histórica de Cachemira con la India.

## Etimología
La cordillera de Pir Panjal se llama así por el puerto de Pir Panjal, cuyo nombre original, registrado por Srivara, es Panchaladeva (IAST: Pāñcāladeva, que significa la deidad de Panchala). Panchala es un país mencionado en el Mahabharata en el noroeste de Uttar Pradesh. Sin embargo, también hay tradiciones que sitúan a las regiones del Mahabharata en el oeste del Punjab y el sur de Cachemira. El académico Dineshchandra Sircar ha analizado la geografía descrita en el Tantra de Shakti-sangama, en la que efectivamente es así.

## Picos de la cordillera
El Deo Tibba (6.001 m) y el Indrasan (6.221 m) son dos picos importantes en el extremo oriental de la cordillera. Se puede acceder a ellos tanto desde el valle de Parvati-Beas (distrito de Kulu), el cinturón superior de Chamba Himachal Pradesh, como desde el valle de Chandra (alto Chenab) (distritos de Lahaul y Spiti) en Himachal Pradesh. La estación de las colinas de Gulmarg en Cachemira se encuentra en esta cordillera.
El puerto de Haji Pir (altitud 2.637 m) en la cordillera occidental de Pir Panjal, en la carretera entre Poonch y Uri, se encuentra en el territorio disputado de Jammu y Cachemira y cae hacia el Pakistán fuera de la Línea de Control.
El puerto de Pir Panjal (también llamado Peer Ki Gali) conecta el valle de Cachemira con Rajouri y Poonch a través de la carretera de Mughal. Es el punto más alto de la carretera de Mughal a 3.490 m y se encuentra al suroeste del Valle de Cachemira. La ciudad más cercana al paso en el valle de Cachemira es Shopian. La región de Pir Panjal fue testigo de las matanzas masivas de sus habitantes en 1947 por las fuerzas de Dogra que llevaron a la región a dividirse entre la India y Pakistán.

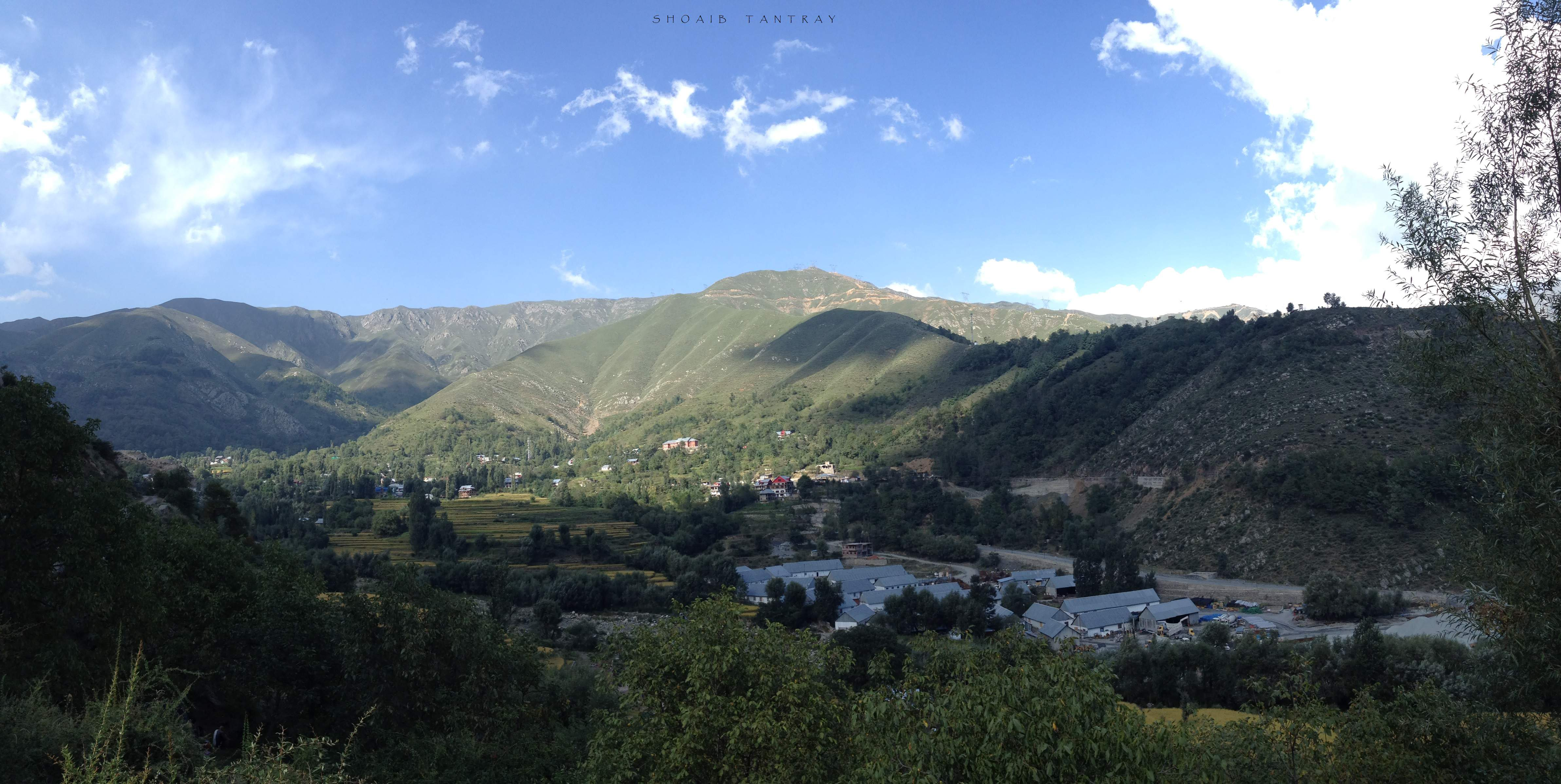
La cordillera de Pir Panjal vista desde Banihal, Jammu y Cachemira

El puerto de Banihal (2.832 m) se encuentra en la cabecera del río Jhelum, en el extremo sur del valle de Cachemira. Banihal y Qazigund se encuentran a ambos lados del paso.
El puerto de Sinthan conecta Jammu y Cachemira con Kishtwar.
El puerto de Rohtang  (altitud 3.978 m) es un paso de montaña en la cordillera oriental de Pir Panjal que conecta Manali, en el valle de Kullu, con Keylong, en el valle de Lahaul.

## Túneles

### Túnel de Jawahar
El túnel de Jawahar es un túnel de 2,5 km de largo que atraviesa la montaña de Pir Panjal bajo el paso de Banihal y conecta Banihal con Qazigund al otro lado de la montaña. El túnel de Jawahar recibió su nombre en honor al primer primer ministro de la India, que lo construyó a principios del decenio de 1950 y lo puso en servicio en diciembre de 1956 para garantizar el paso sin nieve durante todo el año. Está a una altitud de unos 2.100 m s. n. m. Fue diseñado para 150 vehículos por día, pero ahora es utilizado por más de 7.000 vehículos por día. Por lo tanto, se ha planeado un nuevo túnel más ancho y largo a una menor elevación.

### Túnel de carretera Banihal Qazigund
La construcción de un nuevo túnel de doble tubo de 8,45 km de longitud en la carretera de Banihal Qazigund comenzó en 2011. El nuevo túnel se encuentra a una altura inferior a la del túnel existente de Jawahar y, cuando esté terminado, reducirá la distancia por carretera entre Banihal y Qazigund en 16 km. También será menos propenso a las avalanchas de nieve, ya que estará a una menor elevación.

### Túnel de Atal
El túnel de Atal se ha construido bajo el puerto de Rohtang en la cordillera oriental de Pir Panjal del Himalaya en la autopista Leh-Manali. Con 8,8 km de longitud, el túnel es el segundo túnel de carretera más largo de la India y ha reducido la distancia entre Manali y Keylong en unos 60 km. El túnel tiene una elevación de 3100 metros , mientras que el puerto de Rohtang tiene una elevación de 3.978 metros. Situado en el eje Manali-Leh, es una de las dos rutas hacia Ladakh.

### Túnel de ferrocarril de Banihal
El túnel ferroviario de Pir Panjal, un túnel ferroviario de 11.215 kilómetros, pasa por la cordillera de Pir Panjal en Jammu y Cachemira. Conecta Quazigund y Banihal y forma parte del proyecto ferroviario Udhampur-Srinagar-Baramulla. El túnel se puso en servicio el 26 de junio de 2013 para el servicio regular. Es el túnel ferroviario más largo de la India y el cuarto más largo de Asia.

## Otras lecturas
- Jreat, Manoj (2004), Tourism in Himachal Pradesh, Indus Publishing, pp. 15-, ISBN 978-81-7387-157-3.
- Minhas, Poonam (1998), Traditional Trade & Trading Centres in Himachal Pradesh: With Trade-routes and Trading Communities, Indus Publishing, pp. 28-, ISBN 978-81-7387-080-4.

- Datos: Q2352081
- Multimedia: Pir Panjal Range / Q2352081